# Moschianus (Konsul 512)
Flavius Moschianus war ein spätantiker römischer Politiker Anfang des 6. Jahrhunderts n. Chr.
Moschianus war vielleicht verheiratet mit einer Tochter des Flavius Paulus, Bruder des Kaisers Anastasios und Konsul 496. Sein Sohn war Anastasius Paulus Probus Moschianus Probus Magnus, der 518 Konsul war. Moschianus bekleidete im Jahr 512 das Konsulat. Er wird nur durch seine Verwandtschaft zum Kaiser zum Konsulat gelangt sein, da keine Ämter und Aktivitäten überliefert sind.